# Синеголовник приморский
Синеголовник приморский (лат. Eryngium maritimum) — травянистое растение рода Синеголовник семейства Зонтичные (Umbelliferae).
Это многолетнее травянистое, кожистое и тернистое, с надежным корневищем, стебли высотой от 20 до 60 см, разветвлённые в верхней части, серо-зелёного цвета. Листья кожистые серо-зелёного цвета с голубым оттенком. Соцветия представляет собой компактный зонтик, формируется из гермафродитных цветов 2-4 см, синих или аметистовых, защищенных колючими прицветниками. Цветёт с июня по сентябрь. Плотный чешуйчатый плод, с колючими чешуйками, шиловидный, коричневый.
Ареал вида охватывает территорию следующих стран: север Алжира, север Египта, север Ливии, Марокко, Тунис, Кипр, Израиль, Ливан, Сирия, север и запад Турции, Грузия, Дания, Ирландия, Норвегия, Швеция, Соединённое Королевство, Бельгия, Германия, Нидерланды, Польша, Эстония, Латвия, Литва, Молдова, Украина, Албания, Болгария, Хорватия, Греция (включая Крит), Италия (включая Сардиния, Сицилия), Черногория, Румыния, Словения, Франция (включая Корсика), Португалия, Гибралтар, Испания (включая Балеарские острова), Россия (Калининградская область). Растёт на прибрежных дюнах. Благодаря своей развитой корневой системе может блокировать движение песка, стабилизируя его, таким образом, способствуя развитию колонизации растительностью.